# Glensanda
Glensanda ist eine winzige Ansiedlung, die am Nordwestufer des Loch Linnhes gelegen ist – eines Fjords in den westlichen Highlands Schottlands. Sie ist bekannt für ihren riesigen Granodioritsteinbruch.

## Etymologie

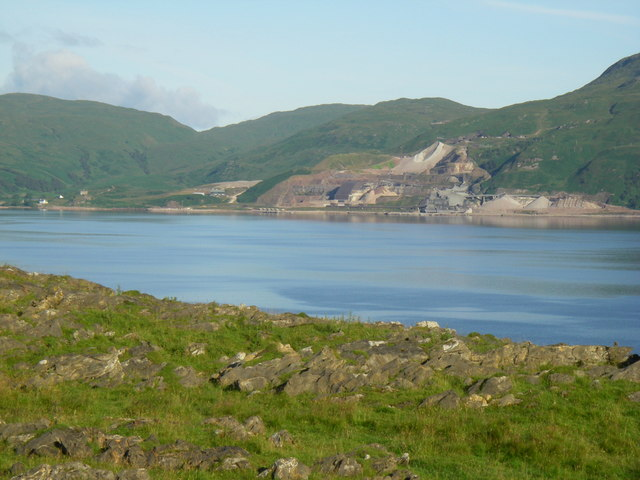
Glensanda gesehen von Glas Dhruim auf Lismore im Osten

Der Ortsname Glensanda, manchmal auch Glen Sanda, ist eine Zusammensetzung des schottisch-gälischen Gleann bzw. Glen mit der Bedeutung Bergtal und dem altnorwegischen Sanda, das einen sandreichen Fluss bezeichnet. Gemeint ist der Glensanda River, der hier in den Loch Linnhe mündet.

## Geographie
Glensanda liegt in der Nähe der Südspitze der Morvern-Halbinsel im südwestlichen Lochaber an der Mündung des gleichnamigen Flusses. Der Ansiedlung südöstlich gegenüber befindet sich Lismore, eine Insel im Loch Linnhe. Der 8 Kilometer lange Glensanda River entspringt an der Südseite des Berges Caol Bheinn auf rund 400 Höhenmeter und fließt dann nach Südosten zum Loch Linnhe. Sein Mündungsbereich wird vom Schloss Glensanda Castle (auf Schottisch Caisteal Na Gruagaich – Jungfrauenschloss) überragt. Das Schloss war ab dem 15. Jahrhundert der Stammsitz des Clan MacLean von Kingairloch bzw. Kingerloch. Der Clan wanderte im Jahr 1812 nach Pictou in Nova Scotia aus – mit der drastischen Folge, dass sich die Bevölkerung Glensandas von rund 500 auf praktisch Null reduzierte.
Glensanda ist vollkommen abgelegen und es besteht keinerlei Straßen- oder Eisenbahnverbindung zur Ansiedlung. Über die granitische Berg- und Moorlandschaft führt auch nicht einmal ein bezeichneter Fußweg. Der einzige praktikable Zugang erfolgt mit dem Schiff entlang dem Nordwestufer des Loch Linnhes.
Nachbarortschaft ist Eignaig 4 Kilometer im Südwesten, welche ebenfalls am Loch Linnhe gelegen ist. Der Loch Linnhe ist bei Glensanda etwa 4 Kilometer breit. Ardtornish 10 Kilometer im Westen kann über einen Saumpfad erreicht werden. Der Pfad folgt dem Glensanda River aufwärts bis zum Sattel nördlich des Beinn a Chaisil und folgt dann am Loch Teàrnait vorbei dem Rannoch River talauswärts zum Loch Aline.
Nächste größere Ansiedlungen sind das 14 Kilometer im Norden gelegene Strontian, das 17 Kilometer entfernte Oban im Südsüdosten, Ballachulish 30 Kilometer im Nordosten und Fort William 40 Kilometer im Nordnordosten (die Entfernungsangaben sind alle Luftlinie). An Straßen führen im Norden die A 861 und im Westen die A 884 vorbei. Höchster Berg ist der 739 Meter hohe Beinn Mheadhoin im Nordnordwesten.

## Geologie und Bergbau
Glensanda befindet sich auf dem gleichnamigen Glensanda-Granodiorit des Strontian-Plutons. Der hier örtlich rotgefärbte Pluton ist 418 Millionen Jahre alt und stammt aus dem Silur.
Etwas nördlich von Glensanda befindet sich seit 1982 ein Steinbruch am Berg Meall na h-Easaiche, in dem der Glensanda-Granodiorit abgebaut wird. Er wird zu Schotter und Granulat weiterverarbeitet und dann am Ufer des Loch Linnhes bei Glensanda auf ein Transportschiff verladen.
Die Initiative zur Anlage ging auf John Yeoman und seine Frau Angela der Firma Foster Yeoman zurück, der Steinbruch wurde aber dann 2006 von den Aggregate Industries der Holcim-Gruppe übernommen. Seitdem werden jährlich 6 Millionen Tonnen Granodioritgranulat gewonnen und in die ganze Welt verschifft. Die Reserven des Steinbruchs werden auf rund 100 Jahre angesetzt. Der Steinbruch liegt etwa 2 Kilometer hinter dem Loch Linnhe, um seinen negativen optischen Eindruck etwas zu kaschieren. Er schneidet sich auf einem Niveau von 500 Meter in den Berghang ein. Der gesprengte und zerbrochene Granodiorit wird vom Kreiselbrecher Glory Hole – einer neuen innovativen Technologie – eingefangen und zermahlen und dann mittels Förderbändern zur Verladestelle weitertransportiert.

## Geschichte

### Dál Riata und Wikingerzeit
Nur wenig ist über die Geschichte Glensandas vor der Wikingerzeit bekannt. Wahrscheinlich war der Ort Teil des Dál Riata, eines Gälischen Großreichs entlang der Westküste Schottlands im späten 6. und frühen 7. Jahrhundert. Professor William J. Watson zufolge war der Morvern-Distrikt vormals als Kinelvadon bekannt (abgeleitet von den Cenél Báetáin, einer Unterabteilung der Cenél Loairn).
Die Siedlung Glensanda wurde von den Wikingern an der Flussmündung des Glensanda Rivers gegründet, wahrscheinlich zu Beginn des 9. Jahrhunderts. Die ersten Wikingerüberfälle im heutigen Schottland dürften sich jedoch bereits im 8. Jahrhundert ereignet haben. So fand der erste Wikingerangriff auf das 60 Kilometer weiter westlich gelegene Iona im Jahr 794 statt. Das Ende der Wikingerzeit in Schottland wird generell auf das Jahr 1266 angesetzt.

### Glensanda Castle
Das bereits angeführte Caisteal Na Gruagaich, auch als Castle Na'gair, Castle-en-Coer oder Castle Mearnaig bezeichnet, war im späten 15. Jahrhundert von Ewen MacLean (geboren zirka 1450), dem 5. Kingairloch, erbaut worden. Als Teil von Ardgour war Glensanda ein fester Bestandteil der MacLeans, nachdem die Clansippe der MacMasters aus dem Gebiet vertrieben worden war. Als Hauptsitz der MacLeans von Kingairloch fokussierte das Schloss bis 1780 eine aufstrebende Gemeinschaft von rund 500 Einwohnern, als ein Großteil der Bevölkerung 8 Kilometer nach dem am Ende des Loch a' Choire (auch Loch Corry) gelegenen Connach (Kingairloch) im Norden abwanderten.

### Spätes 17. Jahrhundert bis Neuzeit
Im späten 17. Jahrhundert begann sich das Blatt für die MacLeans trotz des Massakers an den rivalisierenden MacDonalds zu wenden. Denn bis 1691 hatten die Campbells bereits die meisten Besitztümer der MacLeans an sich gezogen. Zwischen 1745 und 1746 beteiligten sich die MacLeans am Jakobitenaufstand und unterstützten das Haus Stuart. Viele der Clanangehörigen fielen sodann in der Schlacht von Culloden. Daraufhin emigrierten viele MacLeans nach Ländern wie Kanada, den Vereinigten Staaten, Australien und Neuseeland.
Im Jahr 1812 wanderte Sir Hector Maclean (der 7. Baronet von Morvern und 23.Clanchef der MacLeans) zusammen mit fast 500 seiner Untergebenen (mit nahezu der gesamten damaligen Bevölkerung) nach Pictou in Nova Scotia aus. Demzufolge waren die MacLeans nicht mehr von den Highland Clearances betroffen. Sir Hector liegt im Friedhof von Pictou begraben.
Nach 1812 wechselte der Grundbesitz (Englisch estate) Glensanda mehrmals den Besitzer. So hatte Hector MacLean noch im Jahr seiner Abwanderung Glensanda an den englischen Landbesitzer James Forbes (1753–1829) verkauft. Im Jahr 1888 (womöglich auch 1881) kaufte der Destillateur und Unternehmer John Bell Sherriff aus Glasgow und Falkirk den Grundbesitz für 30.140 £. Im Jahr 1902 ging Glensanda an  George Herbert Strutt (1854–1928) – ein alteingesessener Baumwollunternehmer aus Derbyshire. Sein Nachfahre Arthur Strutt (1908–1977) verstarb 1977 auf dem Gut unter mysteriösen Umständen, seine sterblichen Überreste wurden erst 5 Jahre später aufgefunden.
Seit 1982 besteht der Steinbruch. Als Folge lebten 1998 etwa 160 im Steinbruch Beschäftigte in Glensanda oder pendelten per Schiff zum Arbeitsplatz von Barcaldine bei Oban.
Der letzte alleinlebende Anwohner im Ort Glensanda war in den 1950ern verstorben. In den 1980ern bestand Glensanda nur noch aus dem verfallenen Schlossturm des 15. Jahrhunderts, ein paar herabgekommenen Cottages und einem eingefallenen Rinderstall. Unter Rotwildjägern und Lachsfischern trug die Ansiedlung den Spitznamen the Larder of Lorne (die Speisekammer von Lorne).

## Photogalerie

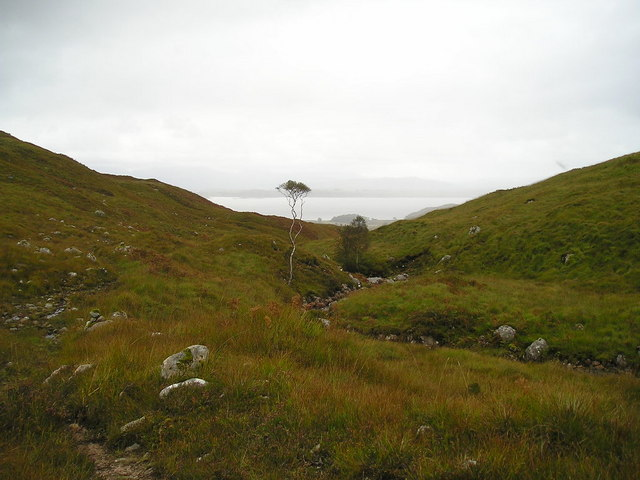
Saumpfad am Glensanda River nach Ardtornish. Im Hintergrund der Loch Linnhe.
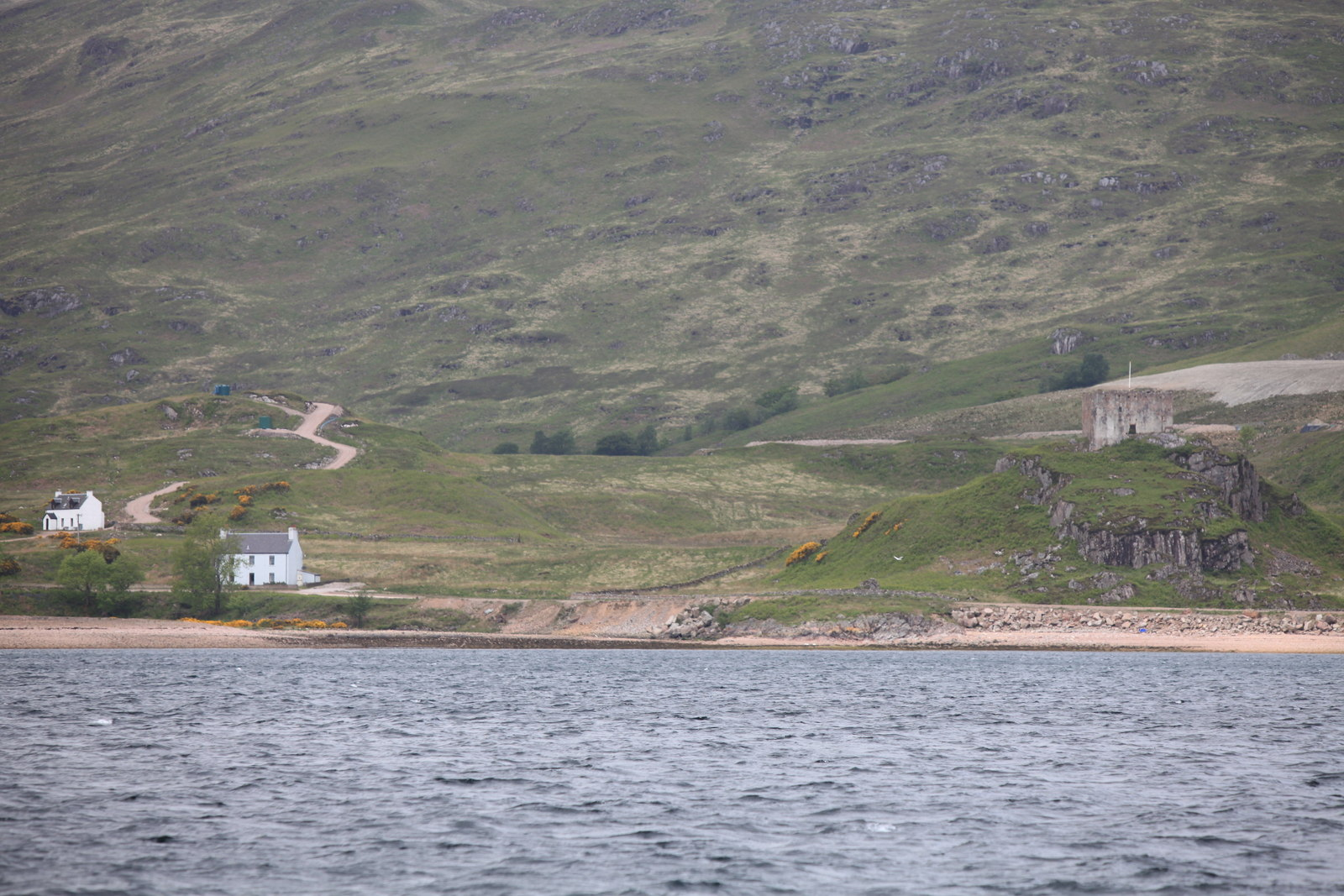
Glensanda und Port a' Chaisteil mit Schlossturmrest
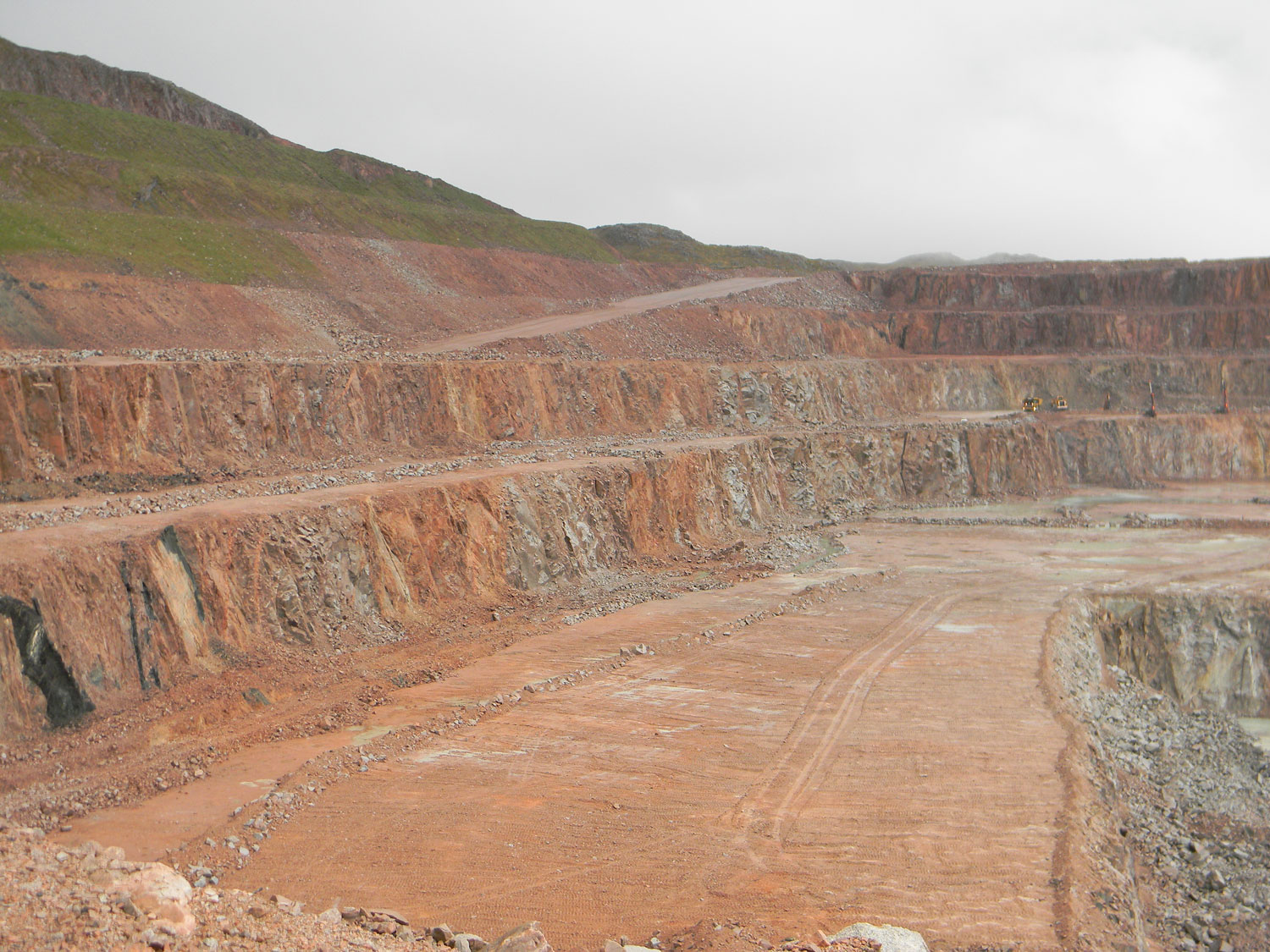
Der riesige Steinbruch bei Glensanda im Glensanda-Granodiorit. Links im Vordergrund steilstehende dunkle Appinitbänder. Auffallend die rote Gesteinsfärbung.
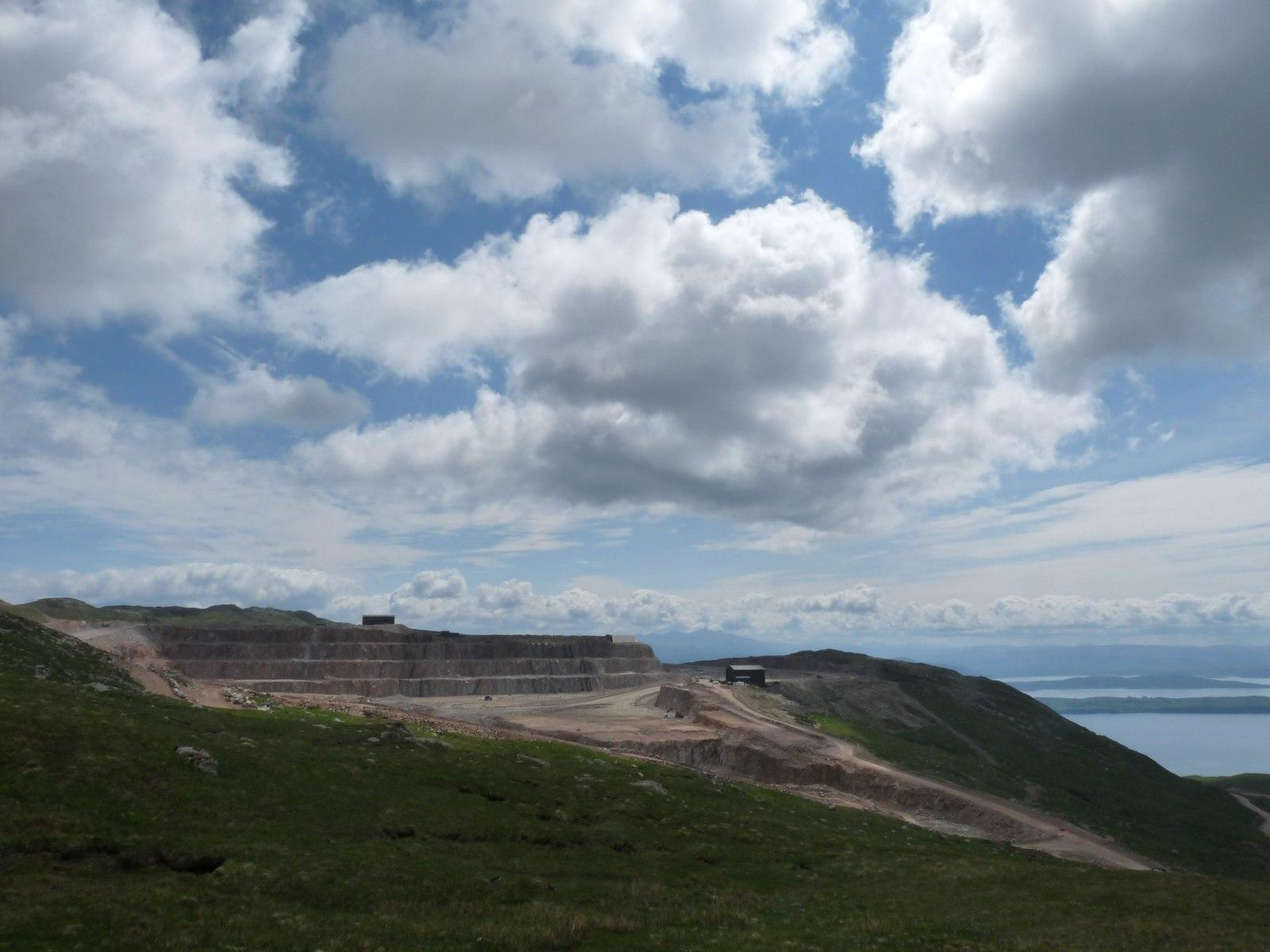
Blick auf den Steinbruch von Nordwest – dahinter Loch Linnhe mit Lismore
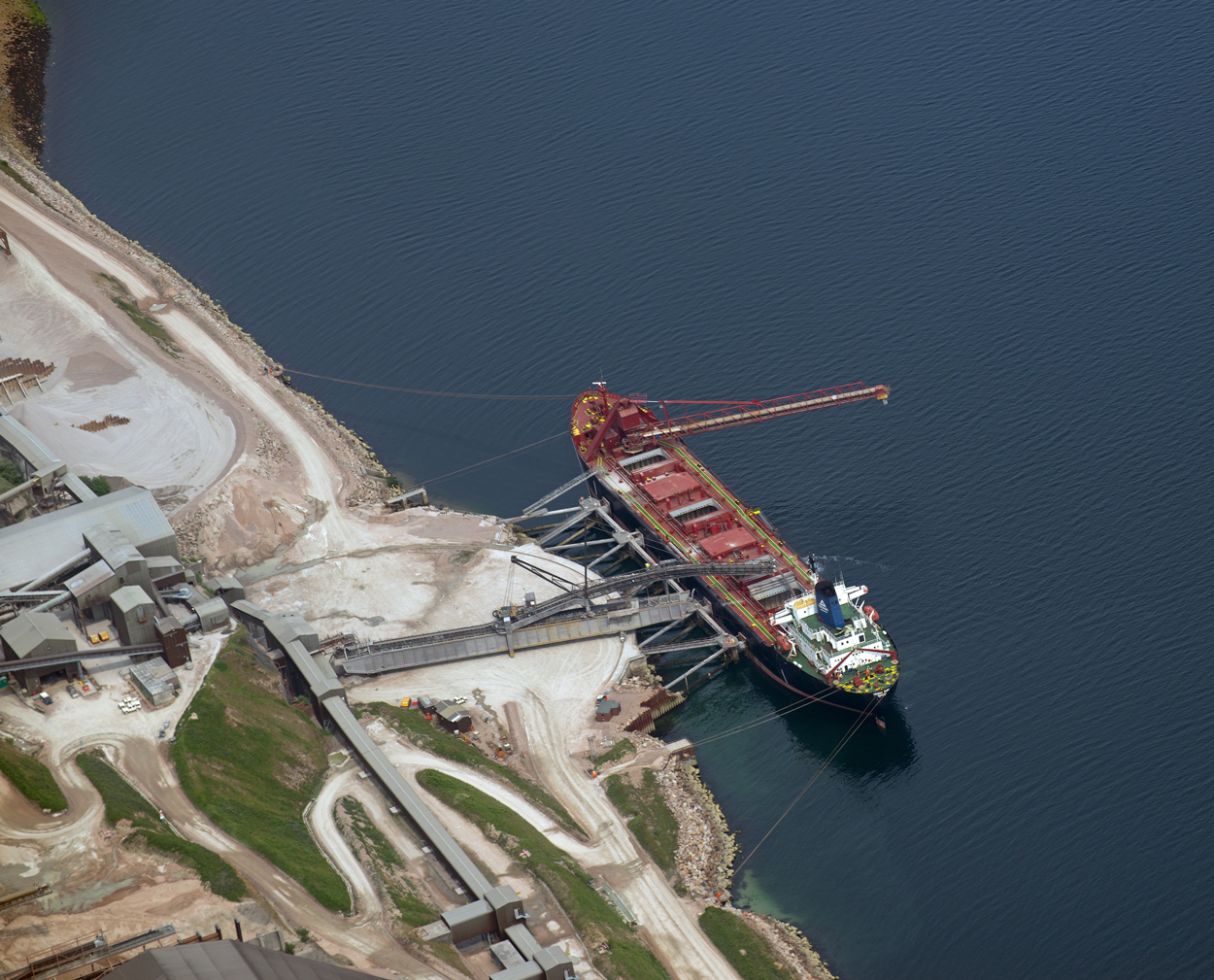
Verladestelle des Granodioritgranulats
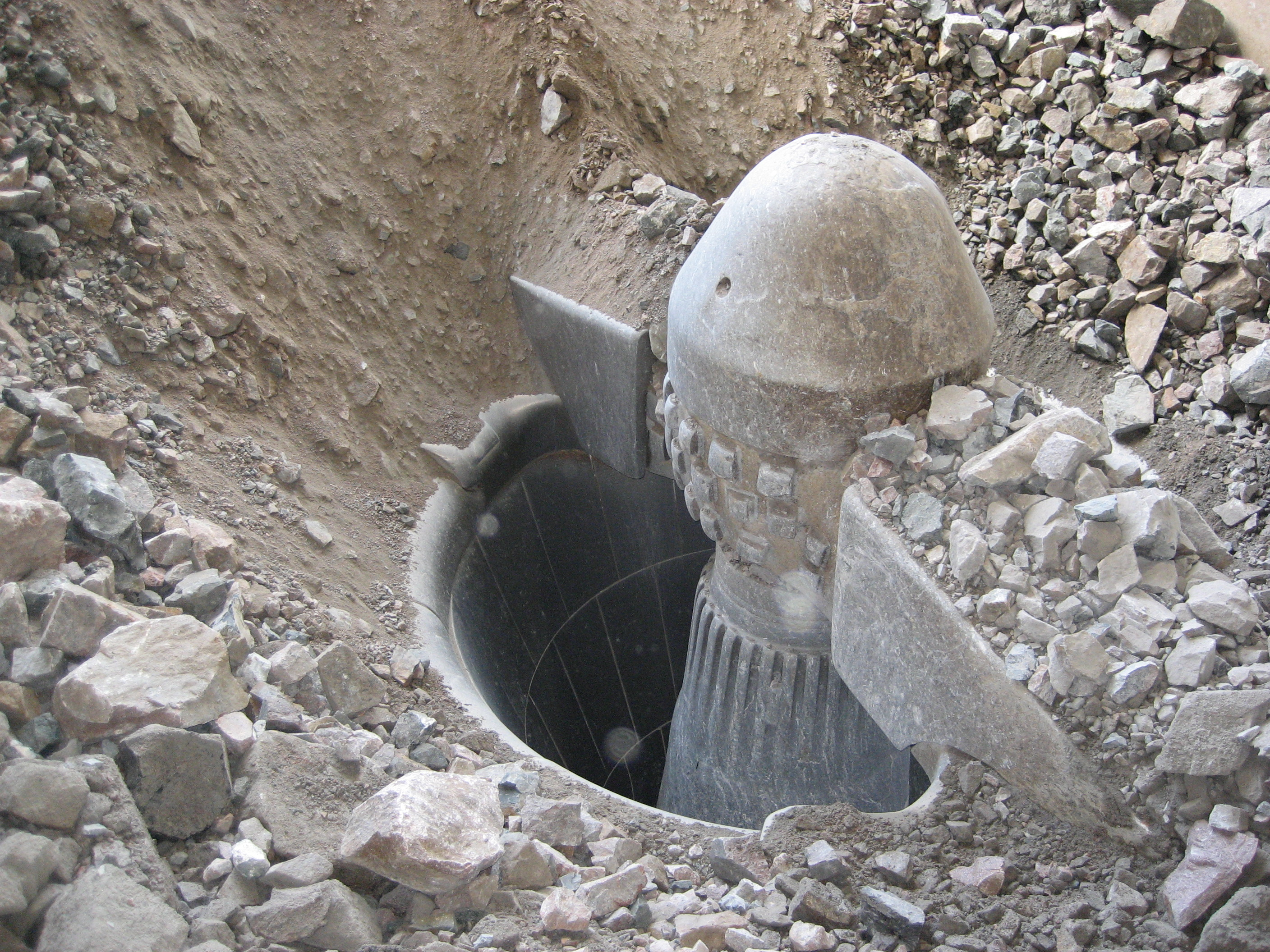
Der Kreiselbrecher Glory Hole umgeben von zerrüttetem Glensanda-Granodiorit
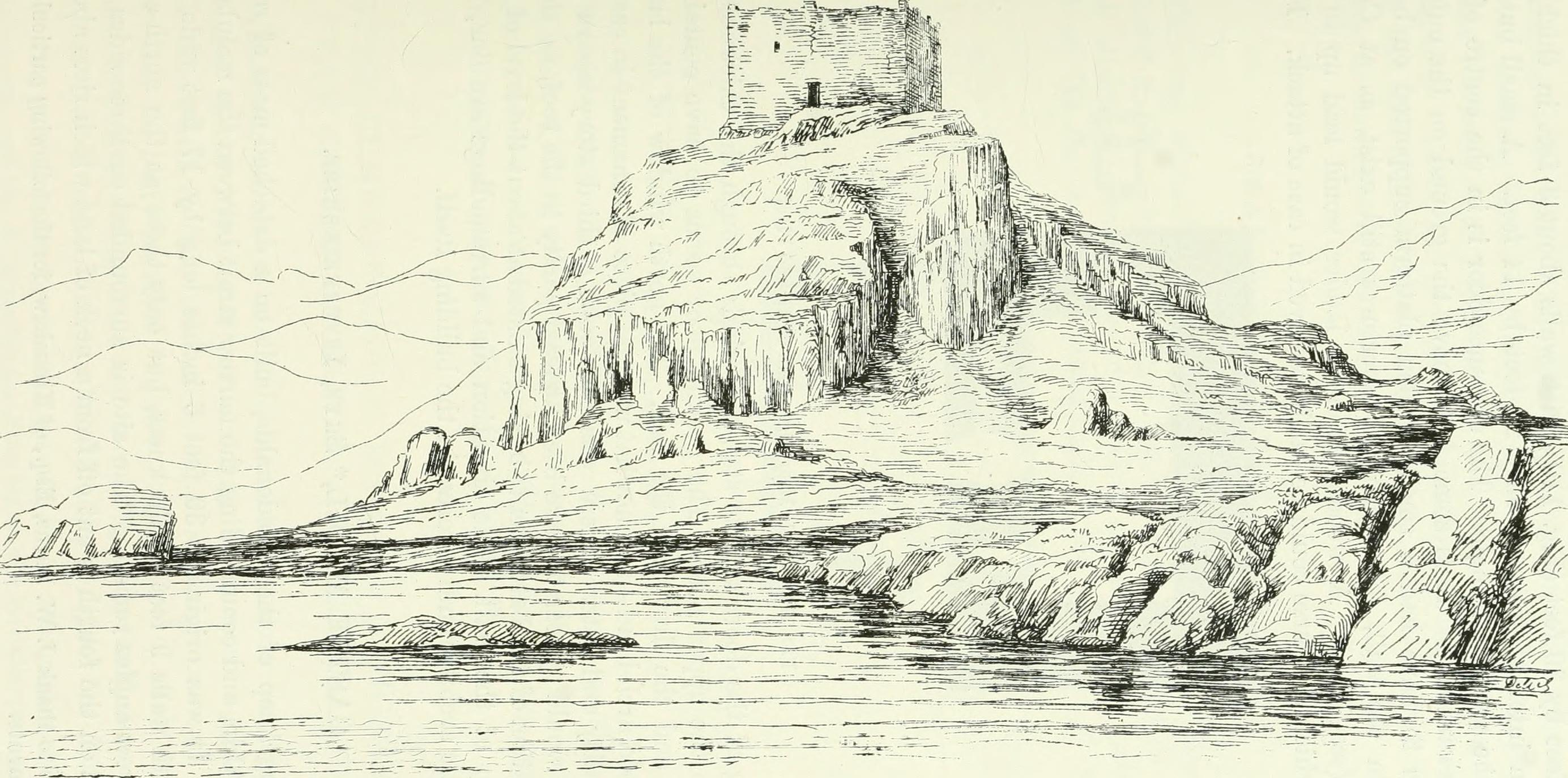
Castle Mearnaig (bzw. Glensanda Castle) – aus Nordosten